# 无刺空球虫
无刺空球虫（学名：Cenosphaera inermis）为光滑球虫科空球虫属的动物。分布于地中海、大西洋、印度洋、太平洋，包括东海等海域。